# Adad-shum-usur

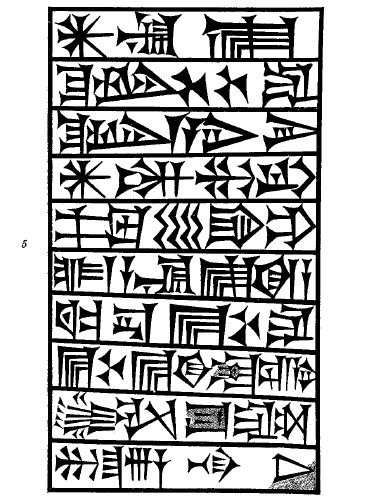
Inscripción de Adad-shum-usur sobre ladrillo

Adad-shum-usur fue un rey de la dinastía casita de Babilonia que gobernó en el período 1216 a. C.-1187 a. C. (cronología corta). Su nombre es completamente babilonio, y no es raro. Se sabe que el último rey asirio, Asarhaddón (681–669 a. C.) tuvo un exorcista personal con el mismo nombre
Fue hijo de Kashtiliash IV, el cual fue derrocado por el rey asirio Tukulti-Ninurta I durante un período de debilidad de Babilonia en el que estuvo más o menos sometida a Asiria. Sin embargo, la situación política dio un gran vuelco cuando Tukulti-Ninurta I resultó asesinado por uno de sus hijos. Entonces se produjo la recuperación sorprendente de Babilonia. Fue entronizado tras una revuelta en el sur de Mesopotamia, mientras el norte seguía ocupado por fuerzas asirias. El control sobre todo el territorio no se pudo alcanzar hasta el año 25 o 30 de su reinado, aunque los acontecimientos y cronología están discutidos.
Adad-shuma-usur recuperó el antiguo título de <<rey de la totalidad>> y sus tropas invadieron Asiria, derrotando al rey Enlil-kudurri-usur, e imponiendo a Ninurta-apil-Ekur, al que creían más próximo a sus intereses.